# Avicenna
Ibn Síná, na Západě známý jako Avicenna, celým jménem Abú ʿAlí al-Ḥusajn ibn ʿAbd Alláh ibn Al-Hasan ibn Ali ibn Síná (asi 980–1037, persky أبو علي الحسين بن عبد الله بن سينا) byl středověký perský filosof, lékař a polyhistor, který je považován za jednu z nejvýznamnějších postav zlatého věku islámu.
Ze 450 prací, o kterých se ví, že byl jejich autorem, se dochovalo okolo 240, z nichž je 150 věnováno filozofii a 40 medicíně. Jeho Kánon medicíny patřil k základním dílům západního lékařství až do novověku.
Kromě filozofie a medicíny Avicennovo dílo obsahuje spisy o astronomii, alchymii, geografii a geologii, psychologii, islámské teologii, logice, matematice, fyzice a poezii.
Rozlišoval mezi „schopností prorockého poznání" (nebo „svatým věděním") a „zjevením" (imaginárním vypodobněním, které má za cíl přesvědčit ostatní a zlepšit jejich pozemský život).

## Život
Ibn Síná se narodil roku 980 ve městě Afšana u Buchary v tehdejší Persii (nyní Uzbekistán). Jeho otec (narozený ve městě Balch, persky: بلخ – Balch v tehdejší provincii Chorásán, nyní Afghánistán) byl výběrčím daní a opatřil synovi již v útlém dětství schopné učitele z význačných osobností, které se setkávaly v jeho domě. Mladý Husajn studoval v Buchaře a dalších perských městech (která tehdy poskytovala vzdělání i mnohým Evropanům). Studoval zejména logiku a metafyziku a ve studiu různých oborů včetně medicíny pokračoval i jako samouk.
Četl většinu významných antických děl. Věnoval se však hlavně studiu medicíny, teoreticky vycházel z Hippokrata, Aristotela a Galéna. Byl velmi pilný a podle svého vlastního životopisu již jako desetiletý znal zpaměti korán i řadu dalších knih. Pokud nevykonával lékařskou praxi, věnoval celý den studiu, které přerušoval jen po čas modlitby. Rovněž v noci četl a psal a kdykoli jej zmáhal spánek, posilňoval se vínem. Až do 18 let žil v ústraní, ač již tehdy měl znamenitou pověst lékaře.
Jeho postavení změnilo onemocnění syna bucharského vládce z rodu Samanidů. Ibn Síná prince v krátké době vyléčil a stal se dvorním lékařem a vládcovým osobním přítelem. Tím mu byla zpřístupněna bohatá královská knihovna s jedinečnými rukopisy a opisy děl ze všech tehdy pěstovaných vědních oborů – např. s překlady antických klasických filosofů, např. Platóna a Aristotela nebo předních lékařů.
Po smrti svého otce Avicenna opustil královský dvůr a začal vést dobrodružný život, cestoval různými městy a živil se jako lékař a správce. Vždy kolem sebe soustředil řadu studentů, s nimiž vedl filozofické a vědecké diskuse.
V dalším období svého života přišel do severoíránského Hamadánu, kde se usadil, působil jako lékař královského dvora a vládnoucí kníže ho jmenoval vezírem. V Hamadánu sepsal dvě svoje nejvýznamnější knihy, a to persky psanou Dánešnáme (Kniha o vědě), která je vědeckou encyklopedií zabývající se logikou, přírodními vědami, psychologií, geometrií, astronomií, aritmetikou a hudbou, a arabsky sepsaný Kánún (Kánon medicíny), který je nejslavnější encyklopedií lékařství, od 13. století známý v latinském překladu Gerarda z Cremony po celé Evropě. Když měl být Avicenna v roce 1022 po smrti vladaře uvězněn, rozhodl se Hamadán opustit. Odcestoval do Isfahánu, kde několik let sloužil na dvoře Alá-uddaula Kakavajha. V Isfahánu se věnoval poezii i próze a napsal řadu dalších děl o filozofii a medicíně, vedl rozsáhlou korespondenci s al-Birunim a prováděl také astronomická pozorování, na jejichž základě učinil několik správných závěrů: pozoroval Venuši proti slunečnímu kotouči a správně usoudil, že Venuše musí být Slunci blíže než Země. Avicenna také tvrdil, na základě nám neznámých důvodů, že rychlost světla musí být konečná. Během válečných tažení Avicenna podporoval svého vladaře a napsal několik prací na toto téma. Když na sklonku svého života onemocněl, směl se vrátit a strávit své poslední roky opět v Hamadánu.
Ibn Síná, jehož zdraví bylo značně podlomeno přepracováním a nezdravou životosprávou (únavu zaháněl vínem), možná i chemicko-farmaceutickými experimenty na vlastním těle, o kterých se píše v některých životopisech, zemřel v severoíránském Hamadánu v roce 1037, kde je i pochován.
Nad jeho hrobem byl počátkem 50. let postaven kónický monument s dvanácti pilíři. Autorem pietního areálu s hrobkou, muzeem a knihovnou je architekt Hooshang Seyhoon a jako vzor si vybral Gonbad-e Qabus,[zdroj?] gigantickou stavbu z pálených cihel, která vznikla v čase Ibn Sínova života.
Někteří islámští učenci tehdejší doby jako Al-Ghazálí obviňovali Avicennu z hereze a ateismu.
Ve 12. století italský překladatel Gerard z Cremony přeložil do latiny na příkaz římského císaře Fridricha některá Avicennova díla, jež se nacházela v arabských knihovnách v Toledu ve Španělsku. Avicena měl zásadní vliv na rozvoj středověkých věd a také v českých knihovnách lze nalézt mnoho spisů z 13. – 16. století, které ho citují. Ve svých úvahách se na jeho autoritu odvolával v teologicko-filozofických spisech také Mistr Jan Hus.

## Dílo
Avicenna byl autorem děl o fyzice, matematice, metafyzice a astronomii, nejvíce však o medicíně a filozofii. Celkem je autorem více než 165 děl (dle jiných zdrojů až 450), týkajících se mnoha oblastí poznání, jež byla zdrojem pozdějším učencům až do 17. století.

### Filozofie
Avicennova filozofie navazuje na Aristotelovu a Platónovu školu, z arabských učenců jej ovlivnil al-Fárábí. Dle jeho tvrzení je hmota věčná a je příčinou rozmanitosti věcí.
Avicenna uvažoval o Bohu jako o jediném absolutním, s ničím neslučitelném, základním bytí. ... vyslovil myšlenku, že Bůh vidí celý řetězec příčin a důsledků zvenku (mimo čas), a proto si je vědom každé dílčí události (v čase).
Proroky Avicenna vnímal jako lidi s velkou představivostí, kteří se dokážou spojit s velkým intelektem – Bohem; nechybí jim charisma, mají dar politika a jsou schopni alegoricky vyjadřovat filozofické myšlenky tak, aby byly ve své náboženské fomě pochopitelné.
Ve svých vědeckých spisech 600 roků před Newtonem zformuloval zákon pohybu a poukázal na nerozlučnou souvislost mezi časem a pohybem. Kdyby byly věci bez pohybu, ztratil by čas smysl, uvažoval správně Avicenna.

### Přírodní vědy
Avicenna tvrdě kritizoval alchymisty a jejich snahy o transmutaci, vysmál se alchymistické transmutaci. Ve spise Sciant artifices (Alchymisté by měli vědět) v díle Kitáb aš-Šífá (Kniha uzdravení, míněno z nevědomosti) láteří nad jejich pochybným uměním: „Nepopírám, že je možné dosáhnout tak dokonalé imitace, že jí lze ošálit i nejchytřejší lidi, ale možnost transmutace jsem si nikdy představit nedovedl.“ Je však třeba zdůraznit, že z našeho hlediska se jednalo jen o opačnou filosofii, nikoliv pokrokovou myšlenku podpořenou jednoznačnými důkazy.

### Medicína
Za jeho nejvýznamnější dílo se považuje kniha Al-Kánún fi ttibb (Kánon medicíny/Canon Medicinae), která vznikla kolem roku 1030 – sbírka řecko-arabské lékařské moudrosti.
Dílo bylo vrcholem lékařského vědění 11. století a stalo se vedle spisů Galénových nejdůležitějším lékařským pramenem středověku. Kniha sloužila jako základní učebnice muslimských a křesťanských žáků lékařství. Prakticky do roku 1800 se o Kánon, který jen v rozmezí 15. – 17. století byl vytištěn šestatřicetkrát, opírala výuka medicíny na všech evropských univerzitách. Jen málokdo dnes asi tuší, že Avicenna předpokládal existenci neviditelných tvorů, kteří mohou způsobovat nákazu šířenou vzduchem či vodou, a z toho důvodu doporučoval ke konzumaci pouze vodu převařenou. Přesto je nutno kriticky přiznat, že ne vždy byl tento nestor arabské medicíny jednoznačným nositelem pokroku. Ač se to může zdát až neuvěřitelné, ve svém Spisu o pulsu se například zásadně postavil proti hypotéze o možné souvislosti srdečních kontrakcí s tepem.
Kánon je rozdělen na pět knih, z nichž každou tvoří několik oddílů (Fannů) a každý oddíl se rozpadá na několik kapitol.
1. kniha obsahuje přehled teoretického a praktického lékařství.
2. kniha obsahuje soupis léčiv.
3. kniha obsahuje popisy jednotlivých nemocí.
4. kniha obsahuje nemoci a stavy povšechné.
5. kniha obsahuje přípravu a užívání léků.

Spis vyniká systematičností a skvělým uspořádáním faktů. Jednou z velkých předností je, že při popisu nemocí vědomostem z patologie a terapie předchází vždy úvod anatomicko-fyziologický a že je tento popis vybaven jasně osvětlujícími příklady.
Část kánonu (knihy 2 a 5) je věnována i botanice a ovlivnila vývoj středověké botaniky evropské.
Předpokládalo se, že do latiny tento Avicennův spis přeložil italský učenec Gerard z Cremony ve 12. století jako Canon Medicinae, dnes je ale tato hypotéza zpochybňována a překlad je připisován tzv. Druhému Gerardu z Cremony neboli Gerardu ze Sablonety (Sabbionety) ze 13. století.

### České překlady
- AVICENNA. Z díla. Vyd. 1. Praha: Státní nakladatelství krásné literatury, hudby a umění, 1954. 211 s. [Výbor z Avicennova básnického i vědeckého díla. Připojeny studie Karla Petráčka o životě a filosofii Avicenny a studie Věry Kubíčkové o jeho poezii a o arabském chalífátu v době Ibn Sínově.]
- IBN SÍNÁ, Abú Alí. Kniha definic. Překlad Jarmila Štěpková. 1. autoris. vyd. Praha: SNPL, 1954. 133 s.
- Ibn Síná. Láska jako cesta k Bohu: Výběr z díla: Živý, syn Bdícího; Pták; Salamán a Absál; Pojednání o lásce. Přeložila a doprovodnými studiemi opatřila Magdaléna Vitásková. Praha: Academia, 2016. ISBN 978-80-200-2577-7

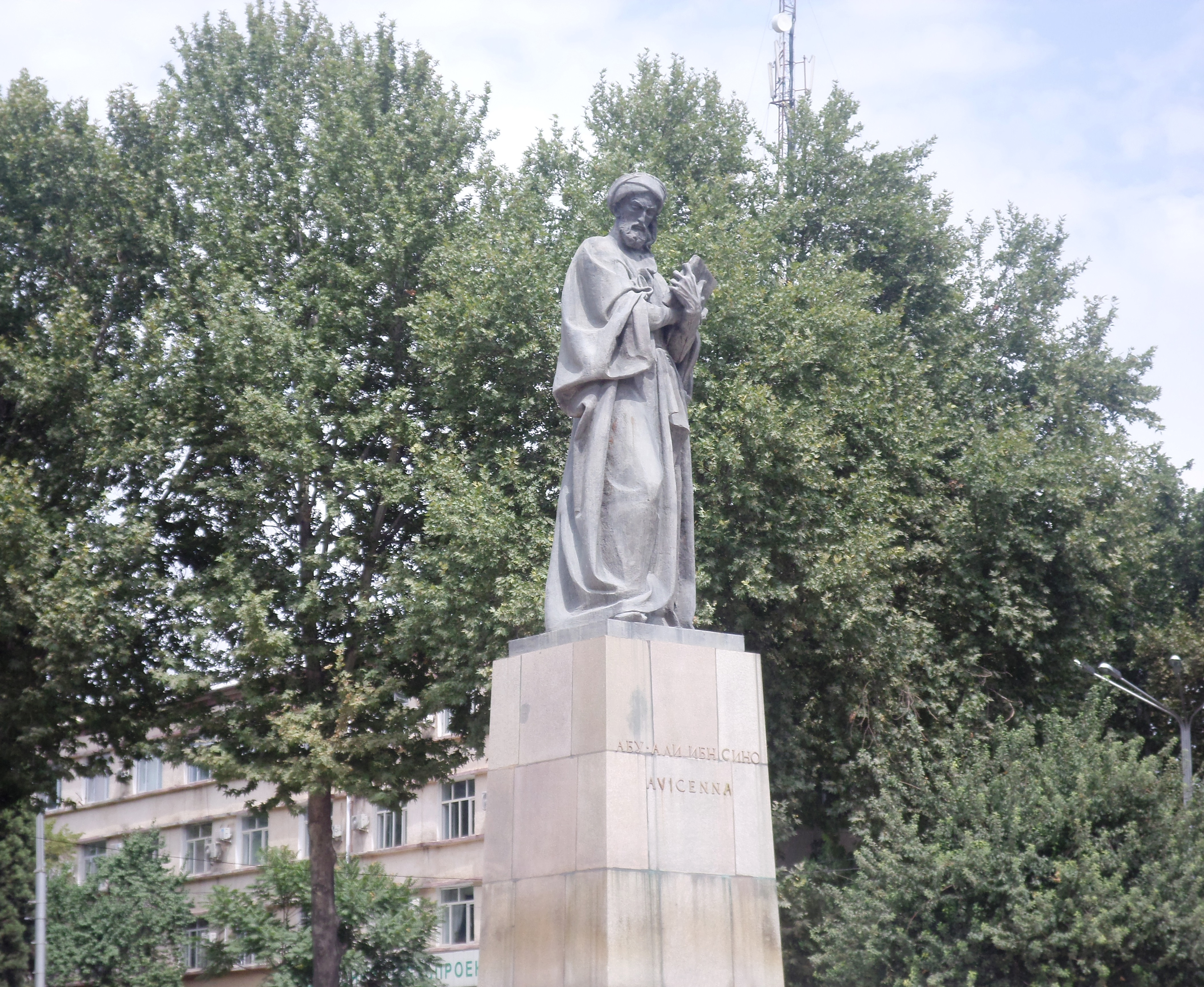
Pomník Avicenny v Dušanbe
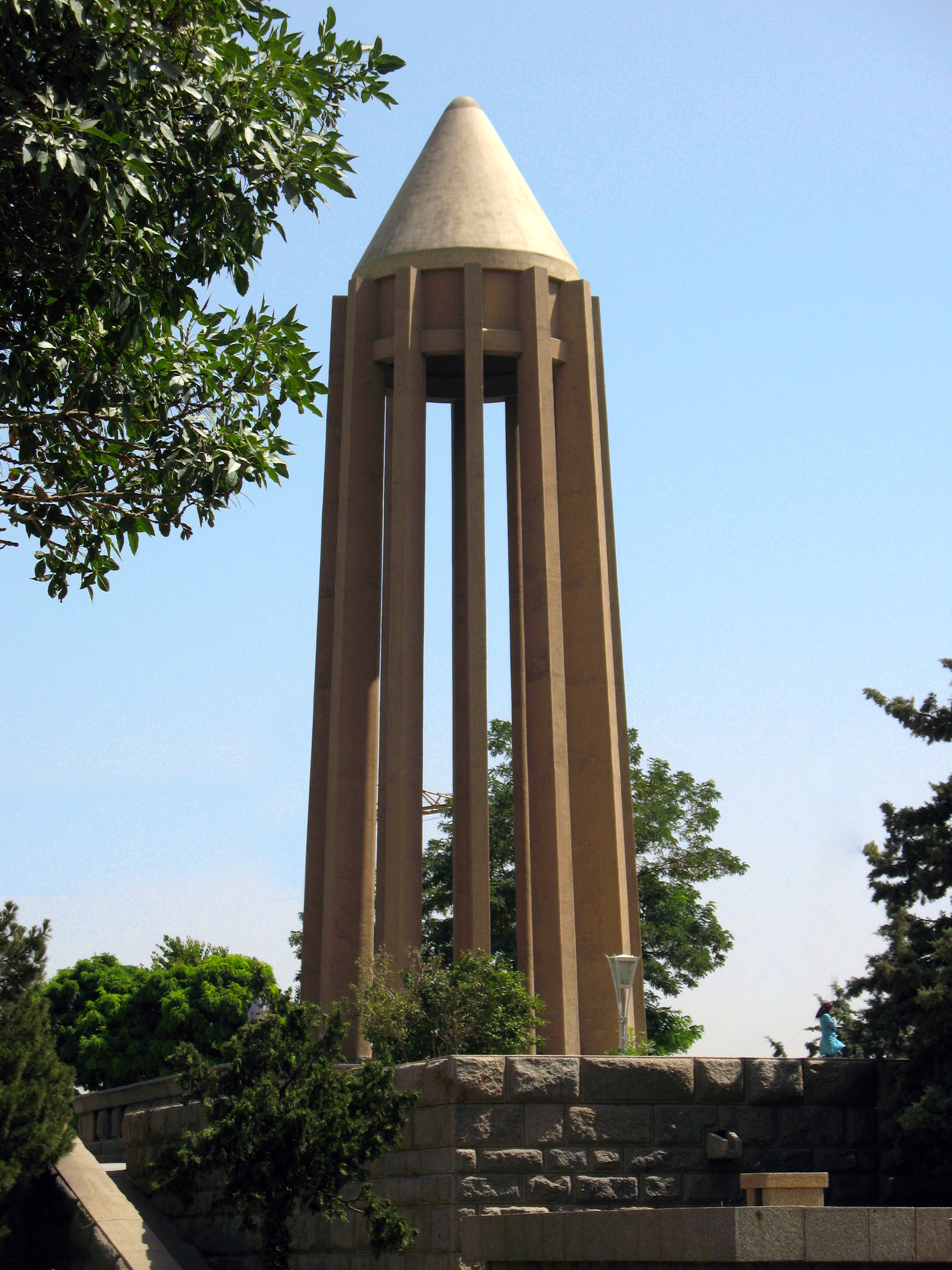
Avicennova hrobka v Hamadánu